# Agostino Miozzo
Agostino Miozzo (Camposampiero, 30 settembre 1953) è un medico e dirigente pubblico italiano, dal 5 febbraio 2020 al 15 marzo 2021 membro del Comitato Tecnico Scientifico con le funzioni di coordinatore.

## Biografia
Laureato nel 1980 in Medicina e Chirurgia all'Università degli Studi di Milano, due anni più tardi si specializza in ostetricia e ginecologia all'Università di Harare, Zimbawe. Nel 1984 partecipa al corso tenuto dall'Organizzazione mondiale della sanità. 
Alla fine degli anni ottanta entra nel Dipartimento della cooperazione allo sviluppo del Ministero degli Affari Esteri. Nei primi anni novanta è alla Direzione generale per la cooperazione allo sviluppo, nel 2002 è al dipartimento della protezione civile.
A fine 2010 viene nominato Managing Director for Crisis Response.
Già coordinatore dell'Ufficio promozione e integrazione del servizio nazionale della protezione civile del dipartimento, il 5 febbraio 2020, viene nominato coordinatore del neonato Comitato Tecnico Scientifico (CTS) per l'emergenza del COVID-19.
Consulente del Presidente della Regione Calabria per la gestione delle crisi, la Protezione Civile e le relazioni internazionali. Dal dicembre 2023 Coordinatore per i servizi di accoglienza e assistenza per il Giubileo della Chiesa cattolica 2025